# Passeport abkhaze
Le passeport abkhaze est un document de voyage délivré aux ressortissants de la république autoproclammée d'Abkhazie, un état qui a fait sécession depuis 1992 avec la Géorgie. Ce document n'est pas reconnu par le gouvernement de la République autonome d'Abkhazie, gouvernement en exil mis en place par le pouvoir géorgien.
Ce passeport n'est reconnu que dans les états ayant reconnu l'indépendance de la région séparatiste à savoir en 2019 la Russie, le Venezuela, la Syrie, le Nicaragua et Nauru. 
La Russie a commencé à donner des passeports russes à la majorité des citoyens abkhazes en 2002, mais avec moins de régularité depuis qu'elle a commencé à reconnaître la légitimité des passeports abkhazes. À la suite de la deuxième guerre d'Ossétie du Sud en 2008, la présence russe s'est affirmé et la Russie reconnaît officiellement l'indépendance le 26 août. Le passeport russe reste pour beaucoup le seul moyen de voyager à l’international. En octobre 2008, 144000 passeports avaient été délivrées en deux mois : 58 282 Abkhazes, 26587 Arméniens, 14947 Russes, 5136 Géorgiens, 1769 Abazines et 7748 représentants d’autres communautés.
En 2016, le ministère de l'Intérieur de l'Abkhazie lance une campagne de renouvellement des passeports avec environ 140 000 document à réémettre. Une règle de la nouvelle loi sur la citoyenneté indique que, pour remplacer les anciens passeports, les citoyens d'Abkhazie doivent prouver qu'ils vivaient en Abkhazie entre 1994 et 1999. En outre, en 2013, l'Abkhazie a adopté une loi selon laquelle seule la double nationalité abkhaze et russe est autorisée avec pour conséquence de priver les ressortissants géorgiens présents notamment dans la région de Gal de moyen de prouver leur nationalité.
En 2015, une enquête de l'administration comptabilise 18000 résidents ayant la citoyenneté géorgienne dans l'enclave de Gali. Après un débat qui a duré plusieurs mois en 2017, le parlement de l'Abkhazie a adopté une solution finale pour les personnes refusant d'abandonner la citoyenneté géorgienne en instituant un permis de séjour : ce document donne le droit de vivre en Abkhazie et de circuler librement dans le pays mais ne donne pas le droit d'acheter ou de vendre des biens ou de participer aux élections locales. En 2017, il a été délivré 140 000 documents.